# .id
.idはインドネシアの国別コードトップレベルドメイン (ccTLD)である。

## 第二レベルドメイン
- .ac.id 大学
- .co.id 商業
- .web.id 非営利組織
- .go.id 政府
- .sch.id 学校
- .mil.id 軍
- .or.id NPO、組織
- .net.id プロバイダー